# Severobaïkalsk
Severobaïkalsk (en russe : Северобайкальск) est une ville de la République de Bouriatie, en Russie. Sa population s'élevait à 23 159 habitants en 2019.

## Géographie
La ville de Severobaïkalsk se situe en Bouriatie, une république de Russie située en Transbaïkalie, région de Sibérie orientale à l'est du lac Baïkal. La république fait partie du district fédéral extrême-oriental. La ville forme l'okroug urbain de Severobaïkalsk en tant que seule localité, un okroug urbain de la république. La ville est enclavée au sein du raïon du Nord-Baïkal,.
Severobaïkalsk est située sur la rive nord-est du lac Baïkal, à l'embouchure de la rivière Tyïa, à 438 km au nord d'Oulan-Oude et à 4 289 km à l'est de Moscou. Le fuseau horaire de la ville est MSK+5 (heure d'Irkoutsk). Le décalage horaire appliqué par rapport au temps universel coordonné est +08:00.

## Histoire
Severobaïkalsk est fondée dans les années 1970 pour les travailleurs engagés dans la construction de la voie ferrée magistrale Baïkal-Amour. Elle reçoit le statut de ville en 1980.

## Population
Recensements (* ) ou estimations de la population
| 1979*  | 1989*  | 2002*  | 2010*  | 2012   | 2013   |
| ------ | ------ | ------ | ------ | ------ | ------ |
| 12 882 | 28 336 | 25 434 | 24 929 | 24 615 | 24 449 |

| 2014   | 2015   | 2016   | 2017   | 2018   | 2019   |
| ------ | ------ | ------ | ------ | ------ | ------ |
| 24 209 | 24 101 | 23 944 | 23 673 | 23 365 | 23 159 |

## Transports
Severobaïkalsk se trouve sur la voie ferrée magistrale Baïkal-Amour, avec pour connexions Taïchet à l'ouest et Tynda à l'est. L'été, entre début juillet et la mi-août, une liaison en hydrofoil permet de se rendre à Olkhon en 6 h 30, et à Irkoutsk en 12 heures. Le trajet coûte respectivement 3 800 et 4 600 roubles. Le trajet est assuré une à deux fois par semaine. 
La ville est desservie par l’aéroport de Nijneangarsk à 26 km au nord-ouest de la ville.